# Oscillazione quasi biennale
L'oscillazione quasi biennale (in inglese:  Quasi-biennial oscillation), detta anche indice QBO, è un'oscillazione quasi periodica dei venti della stratosfera equatoriale; ogni 28-29 mesi invertono la direzione di provenienza, alternando fasi occidentali durante le quali i venti hanno provenienza mediamente occidentale e diretti verso est (westerlies) (indice QBO positivo) con venti orientali e diretti verso ovest (easterlies) (indice QBO negativo).
L'alternarsi delle fasi dei venti si sviluppano nella parte alta della stratosfera inferiore e si propagano verso il basso a circa 1 km  al mese fino a quando non sono dissipate entrando nella tropopausa tropicale. La suddetta propagazione verso il basso delle correnti orientali (easterlies) è di solito più irregolare di quella dei venti occidentali (westerlies). L'ampiezza della fase orientale è circa due volte più forte di quella della fase ovest.

## Aspetti teorici
La QBO è stata scoperta nel 1950 da ricercatori dell'Ufficio meteorologico britannico (Graystone 1959), ma la sua causa è rimasta poco chiara per qualche tempo. Radiosondaggi hanno dimostrato che l'andamento della periodicità non era legato al ciclo annuale, al contrario di molti altri modelli di circolazione stratosferici. Nel 1970 è stato teorizzato da Richard Lindzen e James Holton che la periodica inversione del vento è guidata da onde atmosferiche provenienti dalla troposfera tropicale che viaggiano verso l'alto, e sono dissipate nella stratosfera da un raffreddamento radiativo. La natura precisa delle onde responsabili di questo effetto è stato molto dibattuta; negli ultimi anni, tuttavia, le onde di gravità sono considerate un importante contributo e la QBO è ora simulato in un numero crescente di modelli climatici.

## Effetti
Tra gli effetti della QBO si annoverano la miscelazione dell'ozono stratosferico, la modifica delle precipitazioni monsoniche, e, in inverno, un'influenza sulla circolazione stratosferica nell'emisfero nord. Le fasi orientali (negative) della QBO spesso coincidono con improvvisi riscaldamenti stratosferici (stratwarming), una debole corrente a getto atlantica e inverni freddi nel Nord Europa e negli Stati Uniti orientali, mentre le fasi verso occidentali (positive) della QBO coincidono spesso con inverni miti negli Stati Uniti orientali e una forte corrente a getto atlantica con inverni miti e piovosi nell'Europa settentrionale e predominio dell'anticiclone delle Azzorre nell'Europa meridionale e sul Mediterraneo occidentale.

## Osservazioni del fenomeno
L'Università di Berlino fornisce un insieme di dati relativi alla QBO ottenuti mediante il lancio di palloni sonda da varie zone tropicali. Si riporta un'immagine dell'andamento delle osservazioni nel decennio 1980-1990.

L'andamento mensile medio (in ascisse il tempo in ordinata l'altezza) del vento zonale equatoriale (u) in m / s tra circa 20 e 35 km di altitudine sul livello del mare. I valori positivi indicano venti occidentali (westerlies) e quelli negativi orientali (easterlies). Si nota l'alternanza quasi periodica, di frequenza biennale: cinque inversioni in un decennio.